# Comunitat Econòmica Eurasiàtica
|  | Aquest article tracta sobre l'organització que va existir des de 2000 fins a 2014. No s'ha de confondre amb la seva successora, la Unió Econòmica Eurasiàtica. |

La Comunitat Econòmica Eurasiàtica (en rus: Евразийское экономическое сообщество o més conegut pel seu acrònim ЕврАзЭС, en kazakh: Еуразия Экономикалық Қауымдастығы, també conegut per l'acrònim anglès EurAsEC de Eurasian Economic Community) va ser una organització regional entre 2000 i 2014 que tenia com a objectiu la integració econòmica dels seus estats membres. L'organització es va originar en la Comunitat d'Estats Independents (CEI) el 29 de març de 1996, amb el tractat sobre la creació de la Comunitat Econòmica Eurasiàtica signat el 10 d'octubre de 2000 en la capital del Kazakhstan, Astana (actualment Nursultan), pels Presidents Aleksandr Lukaixenko de Belarús, Nursultan Nazarbàiev del Kazakhstan, Askar Akayev del Kirguizstan, Vladímir Putin de Rússia i Emomali Rahmon del Tadjikistan. L'Uzbekistan es va unir a la comunitat el 7 d'octubre de 2005, però va ser suspés el 16 d'octubre de 2008. Armènia, Moldàvia i Ucraïna són països observadors.

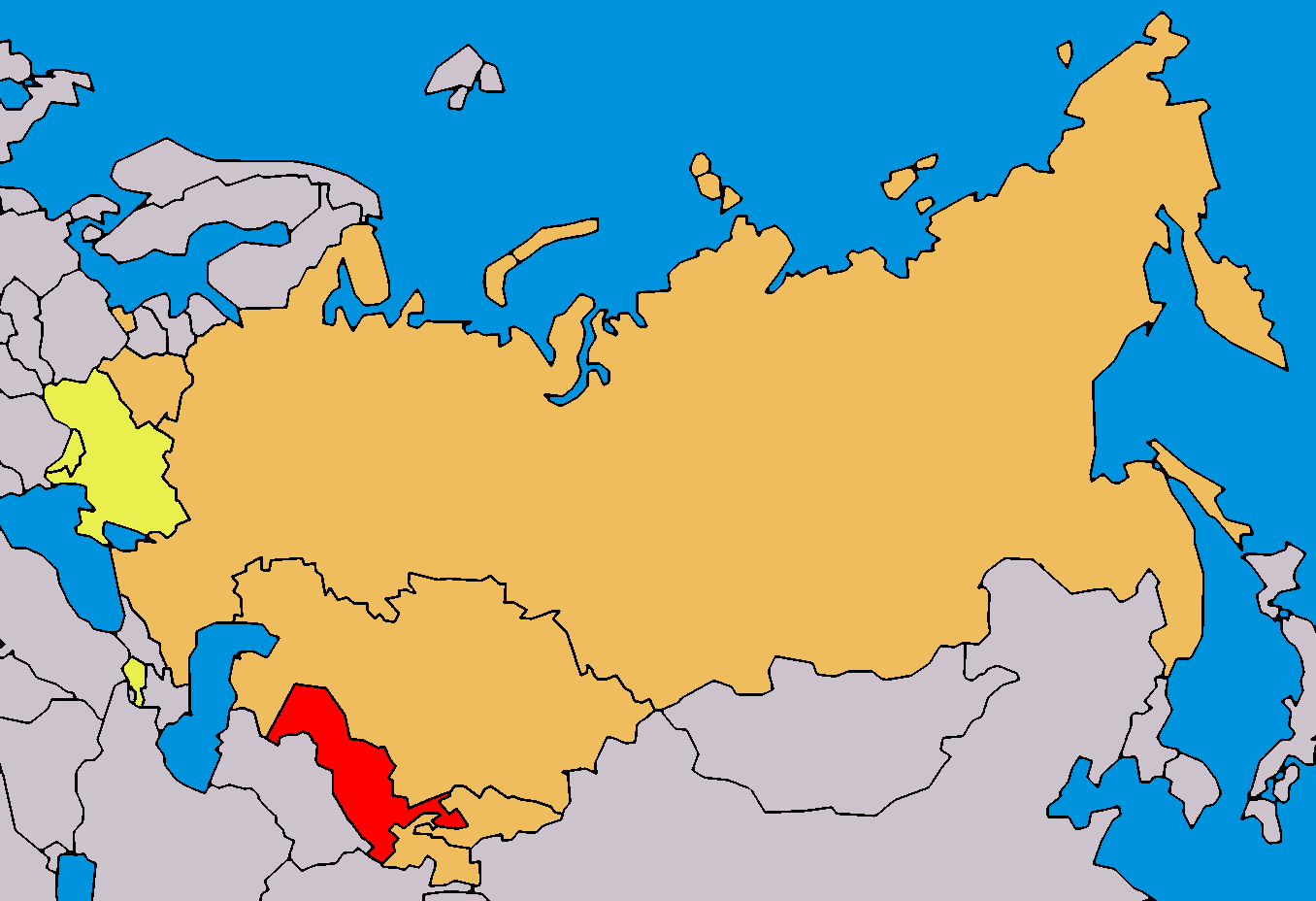
Estats membres
Estat exmembre
Estats observadors

Durant els 14 anys, l'EurAsEC va aplicar una sèrie de polítiques econòmiques per a unificar la comunitat. El 1r de gener de 2010 es va formar la Unió Duanera de Belarús,el Kazakhstan i Rússia, que posteriorment va passar a denominar-se Unió Duanera Eurasiàtica. Les quatre llibertats de circulació modelades segons el model de la Unió Europea (béns, capitals, serveis i persones) es van aplicar plenament el 25 de gener de 2012, amb la formació de l'Espai Econòmic Eurasiàtic.
El 10 d'octubre de 2014 es va signar a Minsk un acord sobre la dissolució de la Comunitat Econòmica d'Euràsia, després d'un període de sessions del Consell Interestatal de la EurAsEC. Es va dissoldre a partir del 1r de gener de 2015 en relació amb el llançament de la Unió Econòmica Eurasiàtica. Si bé la Unió Econòmica Eurasiàtica reemplaça efectivament a la comunitat, les negociacions d'adhesió amb el Tadjikistan encara segueixen en curs fins a l'actualitat ja que les autoritats tadjikes consideren que aquesta nova organització tindria conseqüències negatives pel país. Tots els altres membres de l'EurAsEC s'han incorporat a la nova unió.